# Oranje wever
De oranje wever (Euplectes franciscanus) is een zangvogel uit de familie Ploceidae (Wevers).

## Herkenning
De vogel is gemiddeld 11 cm lang en weegt 12 tot 22 g. Het is een kleine, opvallend zwart met rood gekleurde wever, althans het mannetje in de broedtijd. De nek, rug, mantel, stuit en bovendekstaartveren zijn oranjerood gekleurd en de snavel, kruin, oorstreek, buik en de flanken zijn zwart. Het vrouwtje en het mannetje buiten de broedtijd zijn vrij onopvallend, musachtig bruin en grijs gestreept met een vage, donkere oogstreep en een geelachtige wenkbrauwstreep, een donkere iris, bruine snavel en vleeskleurige poten.

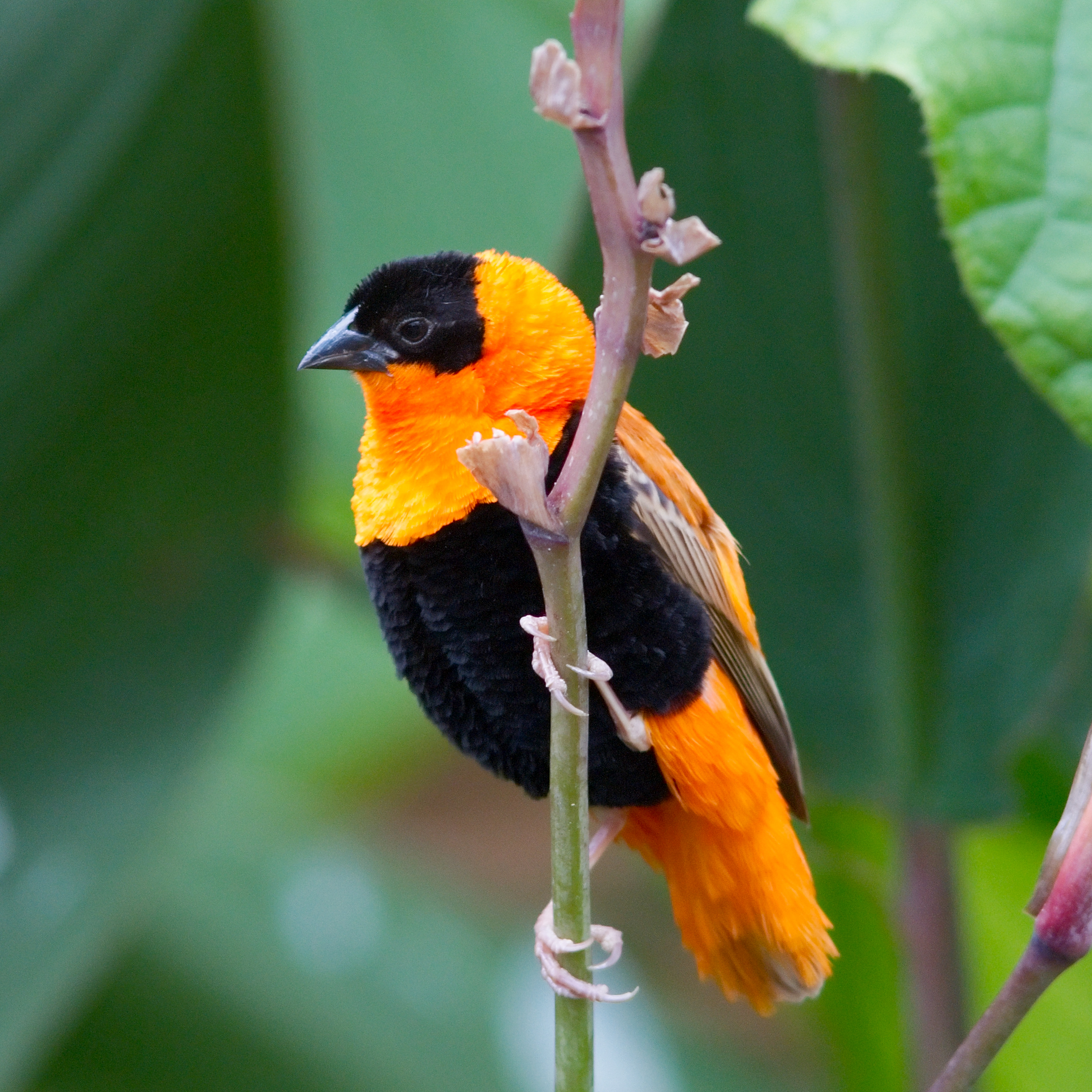
Mannetje oranje wever

## Verspreiding en leefgebied
Deze soort komt voor in westelijk, centraal en oostelijk Afrika en telt twee ondersoorten:
- Euplectes franciscanus franciscanus: van Mauritanië, Senegal en Gambia tot Ethiopië, Oeganda en noordwestelijk Kenia.
- Euplectes franciscanus pusillus: zuidoostelijk Ethiopië en Somalië.
- Verwilderde populaties komen voor op Bermuda, Martinique, Puerto Rico en in Japan.

Het leefgebied bestaat uit graslanden afgewisseld met struikgewas, maar ook agrarisch gebied zoals bijvoorbeeld rijst- en suikerrietakkers. De vogel nestelt vooral in vochtig terrein zoals tijdelijk onder water staande, met hoog gras begroeide overstromingsvlakten,meestal in laagland,maar in Ethiopië ook in hoogvlakten tot op 2000 m boven de zeespiegel.

## Status
De grootte van de wereldpopulatie is niet gekwantificeerd. De vogel komt algemeen, en plaatselijk zelfs talrijk voor en men veronderstelt dat de soort in aantal stabiel is. Om deze redenen staat de oranje wever als niet bedreigd op de Rode Lijst van de IUCN.